# Kuter holowniczy KH-200

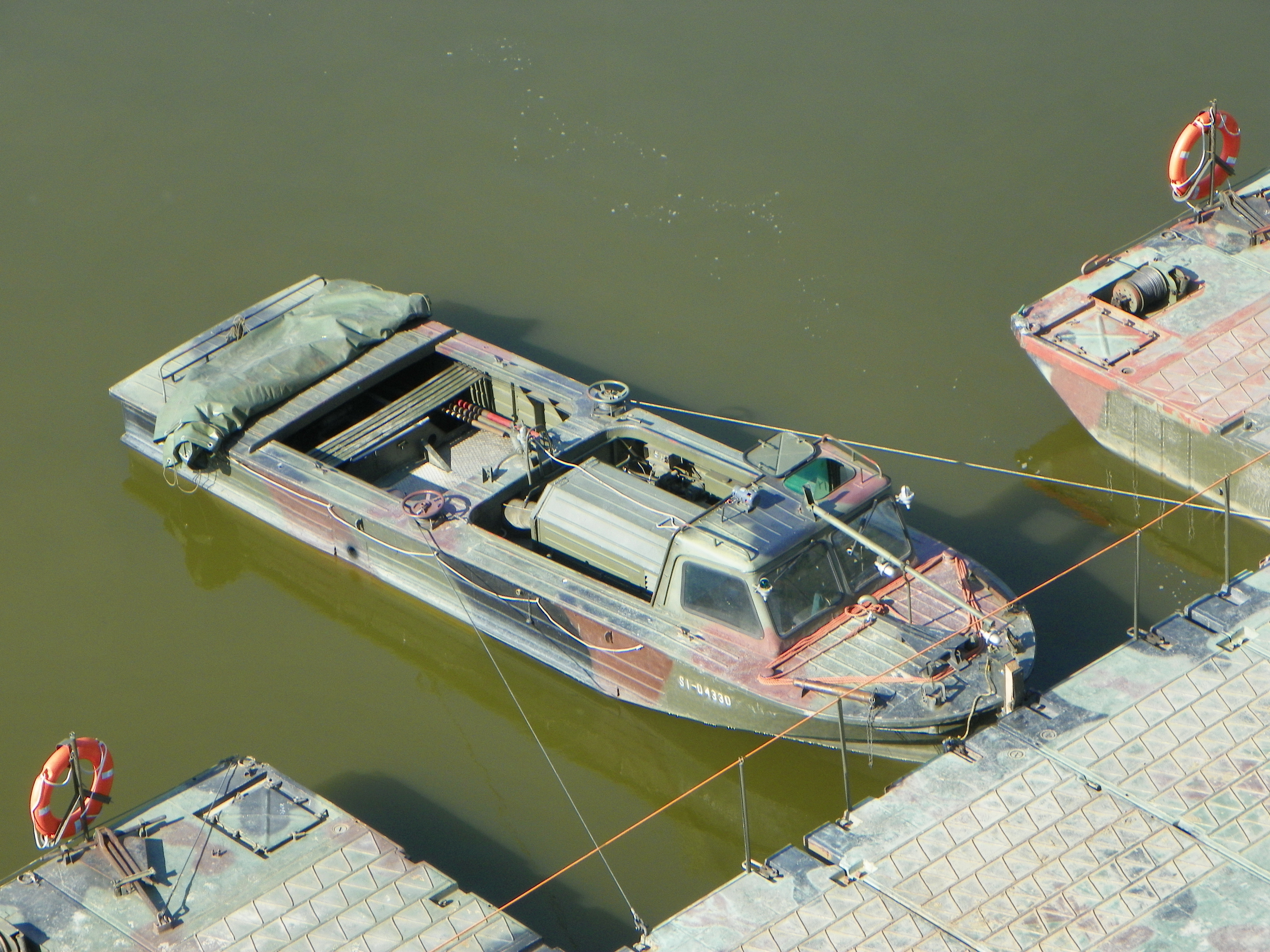
Kuter holowniczy KH-200 (2019)

Kuter holowniczy KH-200 – kuter przeznaczony do obsługiwania przepraw na śródlądowych przeszkodach wodnych, będący na wyposażeniu jednostek inżynieryjnych Wojska Polskiego. 

## Charakterystyka kutra
Kuter holowniczy KH-200  przeznaczony jest do obsługiwania parków pontonowych, a głównie do holowania i pchania promów przewozowych i członów mostowych. Może też służyć do przeprawy 20 żołnierzy desantu lub ładunku o masie do 2000 kg oraz wykonywania prac pomocniczych podczas urządzania przepraw. Do przewożenia kutra lądem stosuje się przyczepę specjalną, holowaną za samochodem ciężarowym lub innym ciągniki przystosowane do holowania przyczep o masie 7000 kg.
| Nazwa parametru                | Wartość        |
| ------------------------------ | -------------- |
| Długość kutra                  | 8,25 m         |
| Szerokość kutra                | 2,28 m         |
| Wysokość kutra                 | 1,34 m         |
| Zanurzenie bez obciążenia      | 0,72 m         |
| Zanurzenie z obciążeniem       | 0,72 m         |
| Uciąg na przednim biegu        | do 2100 kg     |
| Uciąg na tylnym biegu          | do 1200 kg     |
| Prędkość max na wodzie         | 22,0–24,0 km/h |
| Masa w położeniu transportowym | 4,2 t          |
| Obsługa                        | 2 osoby        |